# Armand Kohl
Armand Émile Jean Baptiste Kohl ou Koel, né le 16 septembre 1845 à Paris où il est mort le 3 octobre 1928, est un graveur sur bois et illustrateur français.

## Biographie
Né en 1845 à Paris, Armand Kohl est l'élève de Falguière et de Laplaute. Il expose ses œuvres au Salon de Paris à partir de 1869 et reçoit une mention honorable en 1888.

## Livres illustrés
- Voyages dans l'Amérique du Sud, Paris, 1883[3]
- The Garden magazine, William Robinson
- The English Flower Garden, William Robinson, 1883
- The Garden that I Love, Alfred Austin, (Macmillan and Co. 1894)
- La Nouvelle Géographie universelle, la terre et les hommes, Élisée Reclus, 1875